# Harley-Davidson Sportster

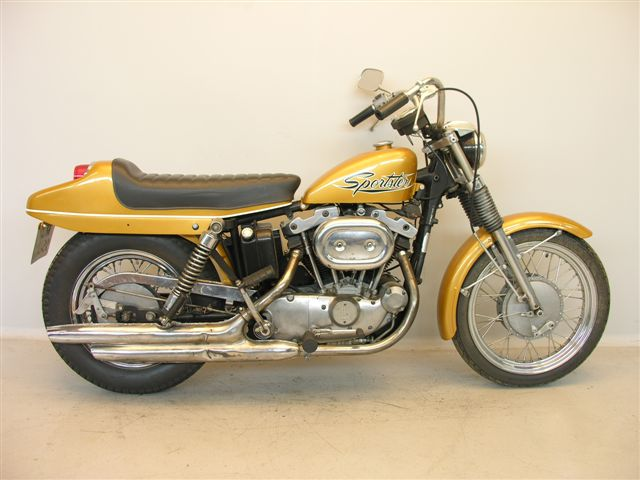
Harley-Davidson XLCH 'Boatback' Sportster uit 1973

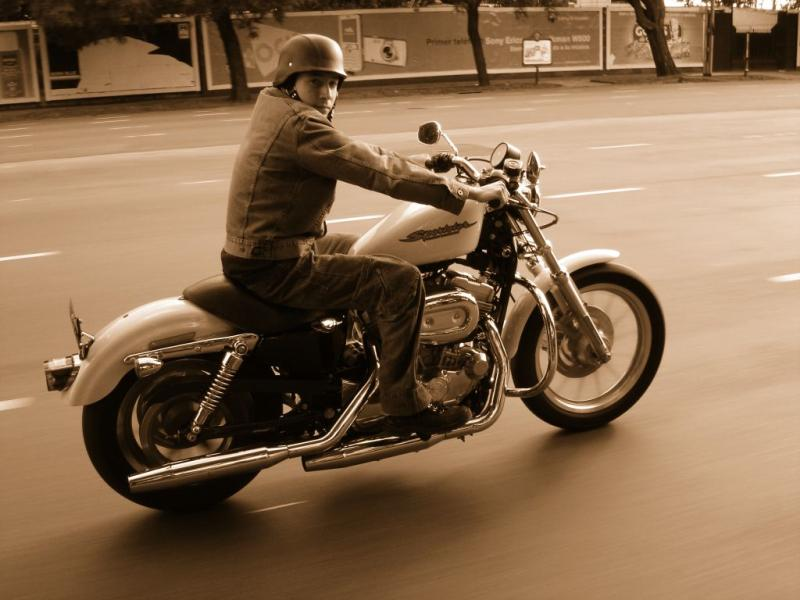
Een motorrijder op een Harley-Davidson Sportster Evolution in Buenos Aires.

De Sportster is een productlijn van motorfietsen die sinds 1957 gebouwd wordt door de Amerikaanse fabrikant Harley-Davidson. In 1952 werden de voorgangers van de Sportster, de Model K Sport- en Sport Solo-motorfietsen, geïntroduceerd. Deze modellen K, KK, KH en KHK uit 1952-1956 worden niet altijd beschouwd als echte Sportsters, maar zijn zonder twijfel de voorlopers en inspiratiebronnen voor de Sportster-lijn. De huidige types heten XL en XR.   
Sportster-motorfietsen hebben een V-twin, dat wil zeggen een zuigermotor met twee cilinders onder een hoek van 45 graden. Vanaf 1991 hebben de modellen vijf versnellingen, daarvoor waren het er vier.
De motor en de versnelling zitten in één behuizing, in tegenstelling tot de meeste andere Harley-Davidson modellen. Tot 2004 zat de motor aan het frame van de Sportster bevestigd. Dit systeem maakt de motorfiets ietwat lichter waardoor hij nauwkeuriger te besturen is, maar het geeft ook meer trillingen van de motor door aan de motorrijder. Tegenwoordig is de sportster verkrijgbaar met een cilinder inhoud van 883 en 1200 cc.
Sportsters vanaf het productiejaar 2004 hebben rubberen bevestigingen die de bewegingen van de motor dempen. Dit vermindert eveneens de vibraties die door de bestuurder worden waargenomen.
De Sportster was de eerste motorfiets van Harley-Davidson met hydraulische schokbrekers op beide wielen.  